# Patience (canción de Tame Impala)
«Patience» es una canción de la banda australiana Tame Impala, lanzada como sencillo el 22 de marzo de 2019 a través de Modular Recordings. Fue escrita y producida por el vocalista de la banda Kevin Parker y es el primer sencillo de la banda desde 2015 con «The Less I Know the Better».

## Composición
La canción se caracteriza por ser un medio tiempo discofunkero.

## Promoción
La banda anunció el lanzamiento el 22 de marzo de 2019 diciendo en Instagram que su nueva canción «estaría lista en una hora».

## Personal
- Kevin Parker - voz principal, instrumentación, producción, mezcla
- Dave Cooley - masterización